# Okose
Okose (izvirno srbsko Окосе) je naselje v Srbiji, ki upravno spada pod Mesto Novi Pazar; slednja pa je del Raškega upravnega okraja.

## Demografija
V naselju, katerega izvirno (srbsko-cirilično) ime je Окосе, živi 36 polnoletnih prebivalcev, pri čemer je njihova povprečna starost 55,3 let (50,4 pri moških in 59,9 pri ženskah). Naselje ima 14 gospodinjstev, pri čemer je povprečno število članov na gospodinjstvo 2,57.
To naselje je, glede na rezultate popisa iz leta 2002, večinoma srbsko, a v času zadnjih treh popisov je opazno zmanjšanje števila prebivalcev.
|  |

| Demografija | Demografija     | Demografija     |
| Leto        | Št. prebivalcev | Št. prebivalcev |
| ----------- | --------------- | --------------- |
|             |                 |                 |
|             |                 |                 |
|             |                 |                 |
|             |                 |                 |
| 1948        | 103             |                 |
| 1953        | 107             |                 |
| 1961        | 104             |                 |
| 1971        | 84              |                 |
| 1981        | 78              |                 |
| 1991        | 64              | 62              |
| 2002        | 43              | 36              |
|             |                 |                 |

| Etnična sestava po popisu iz leta 2002 | Etnična sestava po popisu iz leta 2002 | Etnična sestava po popisu iz leta 2002 | Etnična sestava po popisu iz leta 2002 | Etnična sestava po popisu iz leta 2002 |
| -------------------------------------- | -------------------------------------- | -------------------------------------- | -------------------------------------- | -------------------------------------- |
| Srbi                                   | Srbi                                   |                                        | 35                                     | 97,22%                                 |
| Črnogorci                              | Črnogorci                              |                                        | 1                                      | 2,77%                                  |
| Neznano                                | Neznano                                |                                        | 0                                      | 0,0%                                   |